# عسكر آكاييف

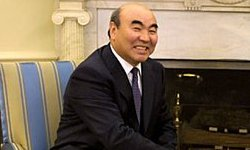
عسكر آكاييف

عسكر اكاييفيتش آكاييف ((بالروسية: Аскар Акаевич Акаев)‏، (بالإنجليزية: Askar Akayevich Akayev)‏)؛ (10 نوفمبر 1944 -)، رئيس قيرغيزستان منذ استقلالها عن الاتحاد السوفيتي عام 1990 وحتى خلعه في آذار 2005 من خلال ما سمي بثورة الزنبق المدعومة من الغرب.
آكاييف هو عالم بصريات وإلكترونيات مشهور، عضو في أكاديمية العلوم الروسية، وعضو عامل في أكاديمية العلوم النيويوركية.
يعمل آكاييف حاليا كبروفيسور وكبير الباحثين في معهد بروغوغين للبحوث الرياضية المتعلقة بالأنظمة المعقدة التابع لجامعة موسكو.

## روابط خارجية
- عسكر آكاييف على موقع الموسوعة البريطانية (الإنجليزية)
- عسكر آكاييف على موقع مونزينجر (الألمانية)
- عسكر آكاييف على موقع إن إن دي بي (الإنجليزية)